# پارک جو هیو
پارک جو هیو (انگلیسی: Bak Joo-hyo؛ زادهٔ ۲۹ ژوئن ۱۹۹۷) ورزشکار وزنه‌بردار اهل کره جنوبی است.
وی در مسابقات کشوری و بین‌المللی در مجموع برندهٔ ۱ مدال نقره، ۱ مدال برنز شده است.